# Pimbe
Pimbe est un village de la Région du Littoral du Cameroun, situé dans la commune de Ngambe. 

## Population et développement
En 1967, la population de Pimbe était de 338 habitants, essentiellement des Babimbi du peuple Bassa. La population de Pimbe était de 144 habitants dont 134 habitants pour Pimbe I et 10 habitants pour Pimbe II, lors du recensement de 2005.  